# Gnoma vittaticollis
Gnoma vittaticollis là một loài bọ cánh cứng trong họ Cerambycidae.